# Iturama
Iturama é um município brasileiro do estado de Minas Gerais, estando localizado e sendo sede da Região Geográfica Imediata de Iturama. Tem uma população de 38.295 habitantes (Censo IBGE/2022) e área de 1.404,663 km². Localiza-se à margem direita do Rio Grande, na divisa com o estado de São Paulo a 750 km de Belo Horizonte.

## História
Os primeiros habitantes na região onde está situado o Município do Iturama foram os Índios Mebêmgôkre (denominados Caiapós pelos invasores europeus). Em algum momento da extensão da invasão portuguesa para o interior do Brasil, muitos escravizados passaram a compartilhar o domínio dessa região com uma rica fazendeira, Dona Francisca Justiniana de Andrade, viúva de Antonio Paula Diniz. A Família Diniz, originária de Portugal, recebeu estas terras por atribuição do reino de Portugal (conforme descrito em tese de Doutorado de Francisco Eduardo Pinto, na UFF/Niterói). Dona Francisca, herdou assim enorme latifúndio, cuja sede denominava-se Fazenda Santa Rosa. Tal mulher planejou formar um povoado, conferindo para isso uma escritura de doação de um lote com 189 alqueires da terra em 24 de março de 1897, à Diocese de Uberaba, em honra ao Sagrado Coração de Jesus.
Há um museu da usina de Água Vermelha no município de Ouroeste/SP, onde são encontradas fotos e documentos sobre as cachoeiras dos índios. O local onde os indígenas fizeram seu aldeamento, no passado era denominado "Aldeia dos Índios", foi submersa e desapareceu com a criação de uma barragem feita pela CESP para a construção da usina na divisa entre Minas Gerais e São Paulo. Não se tem notícia oficial ou independente da história dessas pessoas. O que ocorreu com elas, se fugiram ou foram incorporadas à cultura do novo povoado que Dona Francisca intentou de fundar e prosperou. 
Em 17 de dezembro de 1938, tornou-se distrito de Campina Verde (Decreto nº 148). Em 31 de dezembro de 1943, cinco anos mais tarde, passa a se chamar Camélia. No entanto, foi a partir do ato emancipatório (Lei 336 de 27 de dezembro de 1948) que ficou definido o nome de Iturama. A comemoração de aniversário da cidade é realizada em agosto (no dia 23, o dia da padroeira da cidade Santa Rosa de Lima). A história de Iturama, sua arquitetura e a política de conservação da memória é conservada e expressa principalmente pela história falada e ainda muito incipiente como política de preservação documental pública. Recentemente foi criada a Casa da Memória de Iturama como forma de preservar objetos, fotos, depoimentos, documentos que atestam a história e a cultura da cidade e de seus habitantes atuais e antigos.

### Emancipação
Criado em 1938 com a denominação de Santa Rosa, pelo decreto estadual nº 148, de 17 de dezembro de 1938, com terras desmembradas do distrito de São Francisco de Sales, subordinado ao município de Campina Verde. Em 1948 iniciou-se uma campanha com uma comissão objetivando a emancipação do Distrito de Camélia, para elevá-lo a município de Iturama. Membros dessa comissão foram diversas vezes a Belo Horizonte, a fim de acompanhar de perto o processo de emancipação levando em mãos aos membros da comissão Estadual os documentos complementares. Acompanhou o processo o causídico Dr. Tomáz Neves. No dia 1º de janeiro de 1949, em Sessão Solene, presidida pelo primeiro Juiz de Paz do município, Sr. Palmério Urzedo de Queiroz, instalou-se o município de Iturama. Foi nomeado pelo Governo do Estado para intendente o Sr. Heliodoro Gonçalves da Maia, que instalou a prefeitura em 22 de março de 1949.

## Política
Iturama é governada desde sua emancipação por fazendeiros, comerciantes e profissionais liberais. Na época da ditadura militar foi governada por políticos filiados ao partido de sustentação da ditadura militar (UDN). Depois disso foi governada por políticos do antido PDS (Exemplo: o prefeito Alípio Soares Barbosa, um odontólogo que governou a cidade por duas vezes). com o fim da ditadura militar, Iturama foi governada por políticos ligados ao então PMDB, PSC, não sendo muito claras a identidade e fidelidade dos políticos locais aos ideais de seus respectivos partidos nacionais. Isso parece ser assim na grande maioria dos municípios brasileiros. As forças políticas locais são mais fiéis aos ideais religiosos dominantes localmente associados aos poderes econômicos e mais recentemente, no caso de Iturama ao crescente capital industrial (principalmente da usina de açúcar e álcool, frigorífico) e mais tradicionalmente aos grandes proprietários de terra, assim como na maior parte do Brasil desde a época da escravidão.
Nas últimas 3 décadas a maioria dos políticos de Iturama são comumente envolvidos em processos judiciais de desvios de verba, licitação fraudulentas, contratações de empresas laranjas para justificar gastos. Há casos de prefeitos condenados pelo TSE que nunca chegaram perder os cargos, dada a força "política" local que conta com a aceitação da maior parte da população. Para a legislatura que se iniciou em 2017, o grupo político filiado ao PSC, sob influência do PR há dois mandatos perderam eleição para o MDB. Há indícios constantes de compra de votos, que levam acusações e até cassações de mandatos. Parece ser da cultura de uma parte dos ituramenses comprar e vender votos. Há pessoas que acreditam que eles têm benefícios que são devidos a um determinado político e que é preciso votar nele por isso.
Iturama conta com uma estrutura administrativa dividida entre Prefeitura e a Câmara de Vereadores, com sedes e orçamentos próprios. À Câmara cabe votar leis, orçamento da prefeitura para cada ano, bem como fiscalizar e julgar as contas do poder executivo (prefeito e secretários). Os ituramenses são representados na gestão 2012-2016 por 13 vereadores ao todo distribuídos por 8 partidos. É uma imagem da fragmentação de representatividade também observadas nas câmaras estaduais, federal e no senado, o pluripartidarismo e a coalizão administrativa vem desde o município e parece representar um conjunto complexo de distribuição de poder social focado em famílias e grupos com maior poder aquisitivo, não se relaciona muito com democracia efetivamente, com a real participação da população nas necessidades locais, regionais e nacionais.
O perímetro urbano do município de Iturama cresceu pouco e de forma mais ordenada (na região central) nas décadas de 70 e 80 e de forma pouco ordenada a partir da década de 90, priorizando interesses de fazendeiros da região sul do município. A periferia (como na maioria das cidades do Brasil) sempre recebeu menor atenção, investimento e planejamento por parte dos poderes públicos. A partir de 2010 o crescimento ampliou um pouco mais para o oeste, mas as políticas de crescimento são pouco discutidas com a população e com especialistas em planejamento urbano, ambientalistas e outros especialistas para cuidar dos córregos, encostas. Há um discurso de que a política de esgoto é motivo de orgulho por tratar 100% do esgoto. Mas, também é notório que o córrego Santa Rosa sempre manteve um cheiro de esgoto não compatível com a política oficial de tratamento de 100% do esgoto.
A política educacional de Iturama também depende muito dos poderes econômicos locais. A criação da UFTM recebeu forte influência de fazendeiros locais tanto na definição dos cursos quanto na localização da sede. A criação de cursos nas áreas de ciências tem em partes a ver com a política do então governo de centro esquerda que governou o país de 2002 até 2016, mas também tem a ver com o potencial e poder da indústria de açúcar e etanol. A indústria de etanol está mudando drasticamente a forma de ocupação do solo nas áreas rural e urbana. Mais recentemente, após muita mobilização mundial e da mídia para preservação de nascentes, mananciais e florestas, houve uma melhoria pequena na preservação das nascentes, principalmente após o novo código florestal. O aumento enorme da quantidade de venenos liberados para uso, associado ao uso de aviões no espalhamento de venenos sobre as monoculturas tem afetado várias outras atividades agrícolas e pecuárias da microregião às margens do Rio Grande e principalmente dos ribeirões Água Vermelha, Tronqueira, Santa Rosa e Bonito.

## Etimologia
O nome da cidade possui diferentes traduções, todas elas derivadas da língua tupi:
- Segundo as interpretações de Joaquim Ribeiro Costa, José Carvalho e Cônego Osório, iturama (yty-terama) significa "região das quedas d’água". Provavelmente, em referência às grandes cachoeiras que existiam onde é atualmente a Usina Hidrelétrica de Água Vermelha e que está de acordo com as auto-denominações do povo mebêngôkre, que significa, "homens do poço/lugar d'água" que vivia na região de Iturama.
- O significado é debatido. Outras interpretações comuns são "Cidade das Cachoeiras" e "Região das Cachoeiras".
- Segundo o relato do historiador Marcelo Aguiar, do qual grande parte deste texto foi extraída e que se encontra no arquivo público do município de Uberaba, um homem chamado José Carvalho, que é descendente de índios e que se intitula criador do nome dado, explica o significado da palavra: "I", diz ele, é "água", "tu" é "tombo, queda" e "rama" é "latada, muitas, várias". Ou seja, existiam muitas cachoeiras na região e o nome se adaptou imediatamente a esta realidade.
- Há relatos oficiais de que cachoeira pronunciava-se "tókót" e água era "incó" na língua dos Caiapós, sobre os quais escreveu José Joaquim Machado de Oliveira (Instituto Histórico e Geográfico Brasileiro do Rio de Janeiro).
- É possível o significado de "cachoeira promissora", através da junção dos termos ytu ("cachoeira")[6] e ram ("promissor")[7].

## Geografia
Localiza-se na região do Triângulo Mineiro, à uma latitude 19°43'40" sul e longitude 50°11'45" oeste, estando a uma altitude média de 453 metros. O aspecto geral de seu território é de planícies, levemente onduladas. Seus municípios limítrofes são: Carneirinho a oeste, Limeira do Oeste a noroeste, União de Minas ao norte, Campina Verde e São Francisco de Sales a leste. No estado de São Paulo: Populina, Ouroeste, Indiaporã e Mira Estrela.

### Hidrografia
A região do pontal do Triângulo está localizada sobre parte do Aquífero Guarani, que é um grande reservatório de água doce subterrânea, um dos maiores do mundo. Iturama está localizada a aproximadamente 6 Km da margem direita do Rio Grande, que divide Minas Gerais de parte do noroeste do estado de São Paulo e encontra com o Rio Paranaíba formando o Rio Paraná, que se torna Rio da Prata nas divisas com Argentina e Uruguai onde se desagua no oceano Atlântico. O Córrego Tronqueira abastece de água potável da cidade de Iturama. O Aquífero Guarani em toda suas extensão sob os estados do Mato Grosso, Minas Gerais, São Paulo, Goiás e parte do Paraná.
O Córrego Tronqueira é a principal fonte de água potável que abastece a cidade requer especial atenção, mesmo tendo recebido o esgoto do Frigorífico um pouco abaixo da estação de captação. O Tronqueira, o Santa Rosa e o Quati que cortam a cidade sofrem contaminações constantes e comuns a cursos d'água de ambiente urbano (Lixo, animais mortos, falta de fiscalização e regras). O uso responsável do solo, com regulação do uso de venenos e adubos em grande quantidade poderiam reverter este processo e preservar as águas da cidade.
Às margens dos córregos Tronqueira e Santa Rosa crescem belas palmeiras de Buriti (uma espécie protegida por lei) que faz destes dois córregos serem classificadas como  sendo Veredas. A presença de taboas, jambolão, araçás e outras espécies de plantas nas Veredas serve de atrativos para pássaros, peixes (trairas, piaus, lambaris, piaparas e vários outros), capivaras, jacarés, sucuris. A grande variedade de espécies que sobrevivem nas veredas requer atenção de toda população das margens do Tronqueira e Santa Rosa para que no futuro tenhamos água em abundância e qualidade. A construção de bairros do outro lado do Santa Rosa na direção do Tronqueira já alcançando o divisor de águas após o Corredor (Vila Cruzeiro) traz grandes riscos de contaminação com lixos e esgotos, alagamentos, desmoronamentos e degradação das margens dos córregos em especial o Santa Rosa.

## Demografia
Dados coletados no Censo 2022 (IBGE)
População total: 38.295
Densidade demográfica (hab./km²): 27,26
Composição étnica:
Branca: 18.081 habitantes
Preta: 3.568 habitantes
Amarela: 96 habitantes
Parda: 16.526 habitantes
Indígena: 24 habitantes
Outros dados
Mortalidade infantil até 1 ano (por mil): 15,28
Expectativa de vida (anos): 74,88
Taxa de fecundidade (filhos por mulher): 1,96
Taxa de alfabetização: 93,56%
Taxa de escolarização de 6 a 14 anos de idade: 98,8 %
Índice de Desenvolvimento Humano (IDH-M): 0,747
IDH-M Renda: 0,730
IDH-M Longevidade: 0,848
IDH-M Educação: 0,674
(Fonte: IPEA)

## Transporte
Pode-se chegar à Iturama pela MG-255 partindo de Frutal, pela BR-497 partindo de Uberlândia e pela MG-426, partindo da divisa de SP/MG (Usina Hidrelétrica de Água Vermelha, no Rio Grande), onde se encontra com a Rodovia Percy Waldir Semeguini, que parte de Fernandópolis.
A cidade dispõe de um aeroporto próprio para aeronaves de pequeno-médio porte. O terminal rodoviário mantém linhas diárias de ônibus direto para Uberlândia, Uberaba, Campina Verde, Frutal, Fernandópolis, São José do Rio Preto e São Paulo. Também é possível chegar a Iturama partindo de São Paulo, Curitba, Belo Horizonte ou Rio de Janeiro por via aérea até São José do Rio Preto, Uberaba ou Uberlândia e seguir de ônibus ou carro até Iturama.
As rodovias que dão acesso à cidade são as seguintes:
- BR 461 Ituiutaba – Gurinhatã – Iturama
- BR-497 Uberlândia – Campina Verde – Iturama – Porto Alencastro – Entroncamento com a BR-158
- MG-426 (Alcides Costa) Iturama – Água Vermelha
- MG-255 Iturama – São Francisco de Sales – Itapagipe – Frutal

## Economia
Iturama se destaca como centro regional do Pontal do Triângulo Mineiro, sendo na área da saúde, educação, comércio, hotelaria e de serviços. A economia é baseada na agricultura e pastoreiro, na plantação de cana-de-açúcar, a produção do álcool e na prestação de serviços.
Sua estrutura física e a organização da arquitetura urbana fazem dela uma referência nos diversos setores da economia, ainda somando a chegada da UFTM (Universidade Federal do Triângulo Mineiro), da Usina de Biodíesel Triângulo, que está em fase de implantação e da realização do esperado sonho da concretização do Porto Intermodal de Cargas, que une os estados de São Paulo, Minas Gerais, Mato Grosso do Sul e que gera desenvolvimento para Iturama, as cidades da Região e alavanca o sistema de transporte hidroviário brasileiro.

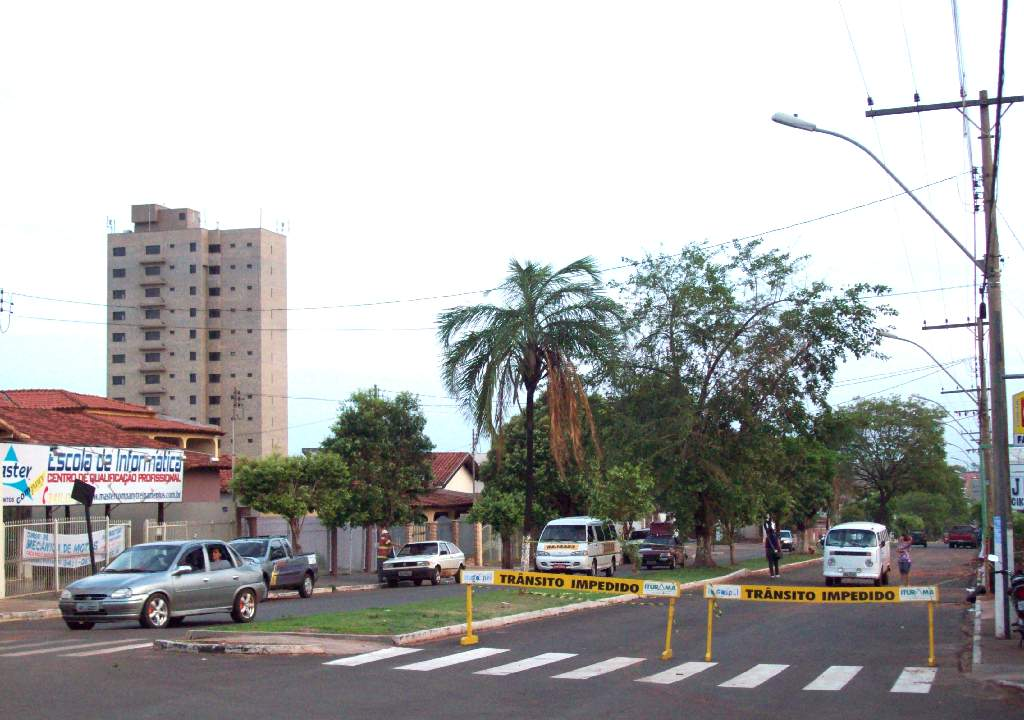
Iturama - Minas Gerais.

Iturama se destaca na região do Triângulo Mineiro como uma cidade ótima para se investir. O setor industrial da cidade é bastante diversificado e hoje se destaca na área por ser composta por mais de 190 empresas que alavancam a economia municipal como, por exemplo, A Usina Coruripe, sendo a maior empregadora da cidade, o Frigorífico Friboi e a Usina de Biodíesel Triângulo. A cidade também propicia aos investidores uma localização privilegiada, mão de obra abundante, um Porto Intermodal de Cargas, que vai escoar a produção de tudo oque for produzido na região diretamente a demais portos direcionados na rota ao Porto de Santos, e apoio público. A cidade está de braços abertos para investimentos e negócios.
Iturama tem ampla rede comercial, não tem sistema de transporte coletivo dentro do perímetro urbano. Parte do território de Iturama é coberto por águas de lagos das usinas hidrelétricas. Iturama conta com algumas redes de supermercados, muitas mercearias e vendas nos bairros, farmácias, clínicas médicas, lojas de roupas e calçados, 4 dos grandes bancos de varejo (BB, Itaú, Bradesco e Santander) e outros bancos de cooperativas e créditos. Iturama conta com 2 hospitais (1 público e outro privado), lojas de conveniência, postos de gasolina e um comércio diversificado. Iturama conta ainda com duas feiras livres que funcionam no Bairro Tiradentes próximo à rodovia (MG-255) de acesso a São Francisco de Sales, Frutal e Uberaba. A feira do produtor local funciona às quartas-feiras no final da tarde e a outra funciona, como tradicionalmente, aos domingos de manhã.

## Educação
A cidade conta com várias instituições públicas municipais, estaduais e particulares e escolas de idiomas, dança, teatro, balett e diversos tipos de lutas (capoeira, judô, etc) e a escola técnica, totalizando: 6 Escolas Estaduais, 4 Escolas Municipais, sendo uma agrícola, 3 Escolas Particulares (Colégio Objetivo, Sistema Anglo de Ensino e Sistema COC de Educação e Comunicação), além de 3 Escolas de Idiomas (sendo duas escolas locais e uma franquia da Wizard by Pearson).
A cidade ainda conta com duas instituições de ensino superior, sendo uma federal, a Universidade Federal do Triângulo Mineiro (oferecendo os cursos de Química, Biologia e Agronomia, com a previsão de introduzir Zootecnia, Biomedicina, Educação Física e Educação Especial e Inclusiva com o repasse de recursos do Programa de Aceleração do Crescimento) e a outra particular (FAMA, com cursos de Administração, Ciências Contábeis, Direito, Engenharia Civil, Pedagogia e Psicologia). Dentre as instituições que oferecem cursos em modalidade EaD, a cidade possui polos da UNIP, Unicesumar, Uniasselvi e Uniube.
Nas cidades mais próximas de Iturama, encontramos várias outras instituições de ensino superior, como a FEF no município de Fernandópolis, a UEMG em Frutal, a UNIJALES em Jales, a UNIFEV, em Votuporanga, a UNIRP e UNESP localizadas em São José do Rio Preto.

## Cultura
Todo um universo de expressões típicas, costumes, modos de falar e de agir, cultivos de plantas como alimentos, temperos e medicinais, conhecimentos de plantas do cerrado e dos brejos da região, danças, religiões, crenças, medos, supertições, comidas e pratos típicos são algumas das manifestações culturais de um povo e suas diderentes comunidades. Como exmplo as galinhadas (arroz com galinha caipira), pamonha, pé-de-moleque, canjica (de milho), rapadura e melados feitos com cana de açúcar são algumas das manifestações culturais típicas de Iturama. O cultivo de milho também é uma cultura herdada dos índios, assim como o cultivo de mandioca, dos quais se fazem os famosos pães-de-queijo.
O mais comun na cultura em gastronomia são os almoços e festas em casas de parentes e amigos e mais recentemente em casas de aluguel especializadas em festividades diversas. É da cultura da maioria dos ituramenses frequentar igrejas, especialmente nos finais de semana sendo as religiões católicas e neopetencostais as mais frequentadas da cidade. A cultura de terços e rezas em casas de família, novenase manifestações congêneres também são muito comuns entre os ituramenses. Jogos de baralho como o Truco é um evento muito comum entre amigos e familiares ituramenses. A Cavalhada, um fenônome tipicamente urbano com refrências a comportamentos rurais, também faze parte das manifestações culturais ituramenses.
Ainda no campo da religiosidade os habitantes da cidade constroem igrejas, fazem festas de diferentes tipos e credos. Uma das mais tradicionais é a folia de Santos Reis que era tradicionalmente comemorada no dia 06 de janeiro (dia tos 3 reis santos: Melquior, Baltazar e Gaspar). Na Iturama antiga (até a década de 90 do século XX) era comum manter cruzes em encruzilhadas como manifestação da crença em Deus e em Jesus Cristo como representante do mesmo na terra. O corredor municipal (também chamado de Vila Cruzeiro) tinha dois destes monumentos em doiss de suas principais e mais antigos cruzamentos. Mais recentemente o poder público construiu dois monumentos nas entradas principais da cidade nos trevos da Exposição e no acesso a Campina Verde e Fernandópolis/Carneirinho/União.
Iturama apresenta uma grande diversidade de culturas e projetos culturais, sendo que, no dia 1º de Maio (Dia do Trabalho e do Trabalhador) de todo ano é realizada uma feira cultural na praça Padre Valim, onde são apresentandas muitas manifestações de suas culturas: artesanatos, peças de teatro, danças, apresentações e shows musicais, gastronomia, pinturas, exposições de tecidos, roupas e calçados feitos por pessoas da cidade. A praça Dona Francisca Justiniana de Andrade já foi palco de grandes manifestações culturais apresentações de músicos (Xitãozinho e Xororó, Jair Rodrigues, Duduca e Dalvan e muitos outros) e também grandes festivais de música e dança pelos ituramenses. Artistas como Ricardo Moisés começaram suas carreiras artísticas nos festivais da Praça Dona Francisca na décade de 80 em Iturama.
Há um grande potencial cultural que Iturama adquiriu ao longo dos séculos de ocupação indígena e acrescidos de costumes africanos, europeus e estadunidense nos últimos 100 anos. As novas produções de culturas são anualmente expostas e os expositores inventivos continuam adquirindo e ensinando seus novos conhecimentos artísticos e culturais. Os participantes das feiras são orgulhosos por serem os responsáveis por essa parte da cultura ituramense. Também são conhecidos expressões culturais como bailes, macumbas, festas de santos reis entre outras.
Iturama tem uma feira semanal, onde tradicionalmente são comercializados frutas e alimentos em geral produzidos na região ou trazidos de outras cidades. A feira de domingo, como se costuma dizer é também um ponto de encontro, de socialização e atividades políticas, culturais e sociais. A feira de domingo já foi localizada em outros lugares mais perto do córrego Santa Rosa e antigo centro, na Rua Frutal entre as Avenidas Rio Grande e Paranaíba ao lada da Roviária Antiga (hoje a sede do INSS e da Caixa Econômica Federal) e depois mudou para um local localizado próximo à Rodovia que dá acesso a São Francisco de Sales e ao parque de exposições.

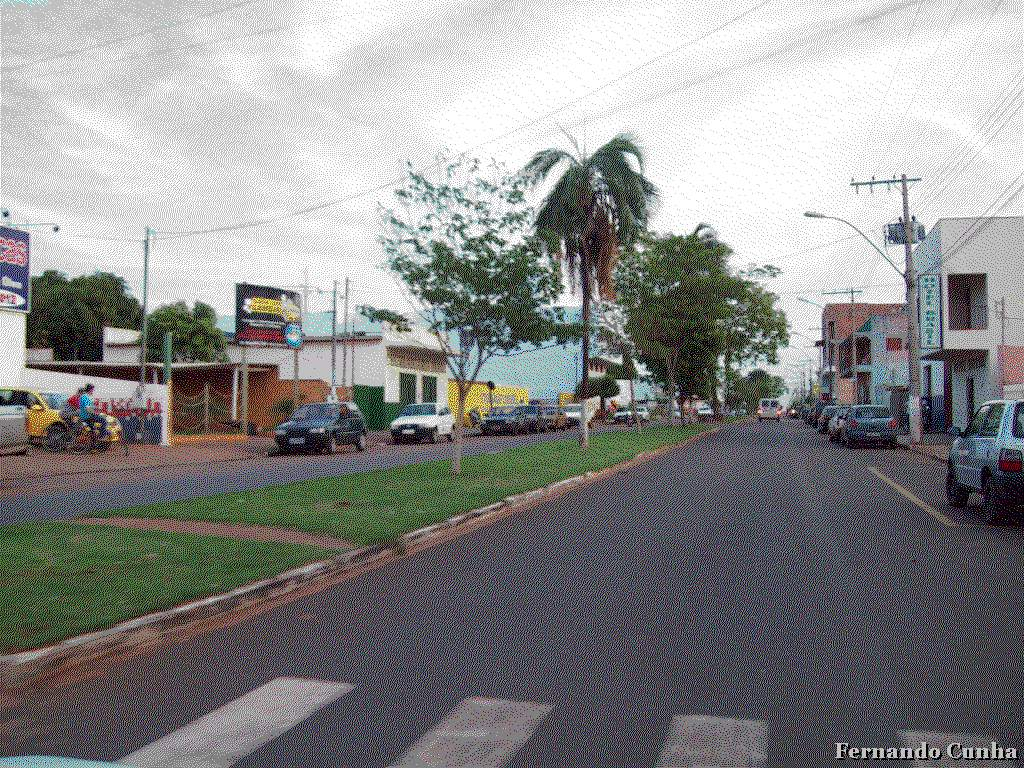
Uma das principais vias na cidade de Iturama, Av. Alexandrita.

Na área social e organizacional Iturama apresenta entidades que promovem doações e campanhas de ajuda, como Centros Espíritas, o Rotary Club, Lions Club e Maçonaria, os mirins: Interact, Rotaract, LEO Clube, Demolay, que sempre fazem campanhas e concedem à população, ajudas como alimentos, roupas, calçados, utensílios e brinquedos. Iturama tem como culutra local destinar os idosos mais pobres para diversos asilos e casas de apoio emocional, psicológico e de saúde. Pessoas com necessidades especiais são socialmente acolhidas nas casas das familias e também na APAE Iturama.
Iturama também é considerada um pólo cultural do pontal do Triângulo Mineiro, considerando que mantém um campus da Universidade Federal do Triângulo Mineiro, atraindo estudantes de todo o país, escola agrícola e centros públicos e privados de treinamento. Além disso mantém uma cultura de festividades (exposição agropecuária, carnaval). O Carnaval como manifestação cultural muito tradicional em todo Brasil, também é manifestado por moradores de Iturama. Atualmente há uma cultura de também fazer carnaval de rua em outras cidades da região como Campina Verde.

## Esportes
Iturama conta com um time de futebol ituramense, o "IEC", que já conquistou vários títulos de campeonatos regionais. O clube mantém um próprio estádio, pequeno. A área desportiva ainda é composta de várias organizações de treinamento de futebol, as famosas "escolinhas de futebol". Vários torneios, campeonatos e partidas são realizadas na cidade, que conta com um Ginásio Municipal, de boa estrutura, mas carente de reformas e ampliações.
Na cidade existem praticantes de várias artes marciais, como o Jiu-Jitsu, Capoeira e Karatê-Do. Iturama já foi representada em vários campeonatos estaduais e nacionais por karatecas locais, conquistando o vice-campeonato mineiro, além de um título nacional, não disputando a etapa sul-americana por falta de recursos e incentivo público.
No âmbito esportivo destacam-se no futebol os filhos do ex-jogador profissional Cutula que mantém a "Escolinha de Futebol Cutula" na cidade. Thales Lima, o mais velho, já teve passagem pelo Grêmio Barueri e pelo futebol japonês. Já Mateus Lima com passagem pelo Sport Recife em 2013, disputa a Série B do Campeonato Brasileiro de 2014 pela equipe do Luverdense de Mato Grosso.
No vôlei, o meia central Maurício Souza também é motivo de orgulho para a cidade. Convocado algumas vezes para a seleção de Bernardinho, o atleta participou da campanha brasileira na medalha de ouro nos Jogos Pan-Americanos de 2011 em Guadalajara, no México. Em 2014 o atleta atuou no voleibol turco.
Atualmente, o vôlei também se destaca como um esporte que tem valorização pelos jovens em Iturama. Um dos ganhadores da medalha de ouro nos jogos olímpicos do Rio de Janeiro em 2016, Maurício Souza, é nascido em Iturama. Atualmente, é mantida uma escolinha de voleibol com o seu nome na cidade.

## Administração pública
Pleito (2021/2024)
Prefeito: Claudio Burrinho  (PSC)
Vice-prefeito: Olegário  (PSB)
Presidente da câmara de vereadores: Wender Peres de Lima  - Tulio (PMN)
Vice-presidente: Ronaldo (União Brasil)
Vereadoras e Vereadores:
- Ana Lúcia Menezes Santos (PSC)
- Carol Fretis Miranda (PSC)
- Deleon (PSC)
- Marcinho da Ambulância (Cidadania)
- Márcio (PSD)
- Paulinho Dias (SD)
- Ricardo Baiano (PSC)
- Ronei Mosquito (PSD)
- Terrinha (PSD)
- Tião Tiago (SD)
- Tulio (PMN)
- Vilmar Barreto (SD)

## Cidadãos Notáveis
- Rafa Kalimann. Apesar de não ser natural de Iturama, a mineira de Campina Verde viveu boa parte da infância/adolescência na cidade. Hoje ela é muito conhecida por seu trabalho como influenciadora digital e por ter participado da Edição 20 do BBB, ficando em segunda lugar.
- Maurício Souza. Revelado nas escolinhas de base da cidade, Maurício se tornou um promissor voleibolista, chegando a conquistar um ouro nas Olimpíadas Rio 2016. Em 2021 após se envolver em uma polêmica, deixou a vida esportiva para se dedicar a vida política, se candidatando a Deputado Federal no ano seguinte.
- Ana Satila. Uma das melhores canoístas do país. Número 3 do ranking mundial, Ana Sátila se tornou a primeira mulher do Brasil a chegar à uma decisão olímpica na canoagem slalom.
- Família Caiana. O caso de uma família de Iturama, que diz ter sido abduzida por extraterrestres. A história é considerada referência pela ufologia brasileira e atrai estudiosos de todo o mundo. O eletricista João Joaquim da Silva e a esposa dele, a professora Rosa da Silva, garantem que ficaram de frente com extraterrestres.